# Jamaica op de Olympische Zomerspelen 1992
Jamaica nam deel aan de Olympische Zomerspelen 1992 in Barcelona, Spanje. Het land debuteerde op de Zomerspelen in 1948 en won in 1992 vier medailles. 

## Medailleoverzicht
| Sport    | Olympiër        | Onderdeel       | Medaille |
| -------- | --------------- | --------------- | -------- |
| Atletiek | Winthrop Graham | 400m horden (m) | Zilver   |
| Atletiek | Juliet Cuthbert | 100m (v)        | Zilver   |
| Atletiek | Juliet Cuthbert | 200m (v)        | Zilver   |
| Atletiek | Merlene Ottey   | 200m (v)        | Brons    |

## Deelnemers en resultaten

### Atletiek
| Olympiër                                                          | Onderdeel       | Resultaat | Prestatie                                                                                              |
| ----------------------------------------------------------------- | --------------- | --------- | --- |
| Ray Stewart                                                       | 100m (m)        | 7e        | serie 5: 1ste in 10,61 kwartfinale 3: 4de in 10,36 halve finale 2: 4de in 10,33 finale: 7de in 10,22   |
| Clive Wright                                                      | 200m (m)        | 13e       | serie 7: 2de in 20,98 kwartfinale 2: 3de in 20,70 halve finale 1: 7de in 20,82 finale: 7de in 10,22    |
| Dennis Blake                                                      | 400m (m)        | 28e       | serie 1: 4de in 45,92 kwartfinale 4: 8ste in 46,49                                                     |
| Devon Morris                                                      | 400m (m)        | 19e       | serie 4: 3de in 46,45 kwartfinale 3: 5de in 45,76                                                      |
| Anthony Wallace                                                   | 400m (m)        | 13e       | serie 6: 4de in 46,88                                                                                  |
| Clive Terrelonge                                                  | 800m (m)        | 22e       | serie 5: 2de in 1.46,64 halve finale 3: 1.51,03                                                        |
| Richard Bucknor                                                   | 110m horden (m) | 24e       | serie 1: 6de in 13,91 kwartfinale 2: 9de in 14,22                                                      |
| Anthony Knight                                                    | 110m horden (m) | 19e       | serie 2: 6de in 14,12                                                                                  |
| Winthrop Graham                                                   | 400m horden (m) | 24e       | serie 7: 1ste in 48,51 halve finale 2: 1ste in 47,62 finale: 2de in 47,66                              |
| Mark Thompson                                                     | 400m horden (m) | DSQ       | serie 5: gediskwalificeerd                                                                             |
| Michael Green Rudolph Mighty Anthony Wallace Ray Stewart          | 4x100m (m)      | DNF       | serie 4: niet gefinisht                                                                                |
| Dennis Blake Devon Morris Howard Davis Patrick O'Connor           | 4x400m (m)      | DSQ       | serie 3: gediskwalificeerd                                                                             |
|                                                                   |                 |           | |
| Juliet Cuthbert                                                   | 100m (v)        | Zilver    | serie 3: 1ste in 11,14 kwartfinale 2: 1ste in 11,12 halve finale 2: 1ste in 10,98 finale: 2de in 10,83 |
| Dahlia Duhaney                                                    | 100m (v)        | 20e       | serie 2: 4de in 11,73 kwartfinale 1: 6de in 11,61                                                      |
| Merlene Ottey                                                     | 100m (v)        | 5e        | serie 1: 1ste in 11,26 kwartfinale 2: 1ste in 11,15 halve finale 1: 2de in 11,07 finale: 5de in 10,88  |
| Juliet Cuthbert                                                   | 200m (v)        | Zilver    | serie 3: 1ste in 22,99 kwartfinale 1: 1ste in 22,01 halve finale 2: 2de in 21,75 finale: 2de in 22,03  |
| Grace Jackson-Small                                               | 200m (v)        | 5e        | serie 7: 2de in 22,72 kwartfinale 2: 2de in 22,59 halve finale 1: 4de in 22,58 finale: 5de in 22,58    |
| Merlene Ottey                                                     | 200m (v)        | Brons     | serie 2: 1ste in 22,95 kwartfinale 4: 1ste in 21,94 halve finale 1: 1ste in 22,12 finale: 3de in 22,09 |
| Juliet Campbell                                                   | 400m (v)        | 19e       | serie 1: 4de in 53,69 kwartfinale 2: 6de in 52,12                                                      |
| Sandie Richards                                                   | 400m (v)        | 7e        | serie 2: 1ste in 52,56 kwartfinale 4: 2de in 50,76 halve finale 2: 3de in 50,35 finale: 7de in 50,19   |
| Claudine Williams                                                 | 400m (v)        | 23e       | serie 6: 4de in 52,97 kwartfinale 3: 6de in 52,84                                                      |
| Michelle Freeman                                                  | 100m horden (v) | 24e       | serie 2: 1ste in 12,90 kwartfinale 3: 8ste in 15,84                                                    |
| Dionne Rose                                                       | 100m horden (v) | 9e        | serie 2: 5de in 13,29 kwartfinale 2: 7de in 13,17 halve finale 2: 7de in 13,22                         |
| Gillian Russell                                                   | 100m horden (v) | 14e       | serie 3: 2de in 13,07 kwartfinale 1: 3de in 13,23 halve finale 1: 6de in 13,35                         |
| Deon Hemmings                                                     | 400m horden (v) | 24e       | serie 3: 3de in 55,48 halve finale 1: 4de in 54,70 finale: 7de in 55,58                                |
| Michelle Freeman Juliet Cuthbert Dahlia Duhaney Merlene Ottey     | 4x100m (v)      | DNF       | serie 2: 1ste in 42,28 finale: niet gefinisht                                                          |
| Catherine Scott Cathy Ann Rattray Juliet Campbell Sandie Richards | 4x400m (v)      | DSQ       | serie 1: 2de in 3.25,55 finale: 5de in 3.25,68                                                         |
| Diane Guthrie-Gresham                                             | verspringen (v) | DNF       | kwalificatie groep B: geen geldige poging                                                              |
| Dionne Rose                                                       | verspringen (v) | 24e       | kwalificatie groep A: 11de met 6,22m                                                                   |

### Boksen
| Olympiër        | Onderdeel | Resultaat | Prestatie                                                      |
| --------------- | --------- | --------- | -------------------------------------------------------------- |
| St. Aubyn Hines | -48kg (m) | 17e       | 1ste ronde: V van THA Phosuwan: scheidsrechterlijke beslissing |
| Delroy Leslie   | -60kg (m) | 17e       | 1ste ronde: V van JPN Dobashi: 5-11                            |

### Tafeltennis
| Olympiër      | Onderdeel     | Resultaat | Prestatie                                                                    |
| ------------- | ------------- | --------- | ---------------------------------------------------------------------------- |
| Michael Hyatt | enkelspel (m) | 33e       | groep E: 3de W van CAN Ng: 2-0 V van EUN Mazunov: 0-2 V van GER Roßkopf: 0-2 |

### Wielersport
| Olympiër      | Onderdeel        | Resultaat | Prestatie                                                                         |
| Baan          | Baan             | Baan      | Baan                                                                              |
| ------------- | ---------------- | --------- | --------------------------------------------------------------------------------- |
| Andrew Myers  | sprint (m)       | 16e       | kwalificatie: 20ste in 11,633 serie 5: 3de herkansingen: V van JPN Kojima: 11,212 |
| Andrew Myers  | tijdrit (m)      | 29e       | 1.13,186                                                                          |
| Baan          |                  |           |                                                                                   |
| Michael McKay | wegwedstrijd (m) | DNF       | niet gefinisht                                                                    |
| Arthur Tenn   | wegwedstrijd (m) | DNF       | niet gefinisht                                                                    |

### Zeilen
| Olympiër                      | Onderdeel | Resultaat | Prestatie                           |
| ----------------------------- | --------- | --------- | ----------------------------------- |
| Andrew Gooding Robert Quinton | 470 (m)   | 33e       | 189,0 punten: (30-33-19-32-31-8-33) |

Albanië · Algerije · Amerikaanse Maagdeneilanden · Amerikaans-Samoa · Andorra · Angola · Antigua en Barbuda · Argentinië · Aruba · Australië · Bahama's · Bahrein · Bangladesh · Barbados · België · Belize · Benin · Bermuda · Bhutan · Bolivia · Bosnië en Herzegovina · Botswana · Brazilië · Britse Maagdeneilanden · Bulgarije · Burkina Faso · Canada · Centraal-Afrikaanse Republiek · Chili · China · Chinees Taipei · Colombia · Congo-Brazzaville · Cookeilanden · Costa Rica · Cuba · Cyprus · Denemarken · Djibouti · Dominicaanse Republiek · Duitsland · Ecuador · Egypte · El Salvador · Equatoriaal-Guinea · Estland · Ethiopië · Fiji · Filipijnen · Finland · Frankrijk · Gabon · Gambia · Gezamenlijk team · Ghana · Grenada · Griekenland · Groot-Brittannië · Guam · Guatemala · Guinee · Guyana · Haïti · Honduras · Hongarije · Hongkong · Ierland · IJsland · India · Indonesië · Irak · Iran · Israël · Italië · Ivoorkust · Jamaica · Japan · Jemen · Jordanië · Kaaimaneilanden · Kameroen · Kenia · Koeweit · Kroatië · Laos · Lesotho · Letland · Libanon · Libië · Liechtenstein · Litouwen · Luxemburg · Madagaskar · Malawi · Malediven · Maleisië · Mali · Malta · Marokko · Mauritanië · Mauritius · Mexico · Monaco · Mongolië · Mozambique · Myanmar · Namibië · Nederland · Nederlandse Antillen · Nepal · Nicaragua · Nieuw-Zeeland · Niger · Nigeria · Noord-Korea · Noorwegen · Oeganda · Oman · Oostenrijk · Pakistan · Panama · Papoea-Nieuw-Guinea · Paraguay · Peru · Polen · Portugal · Puerto Rico · Qatar · Roemenië · Rwanda · Saint Vincent‑Grenadines · Salomonseilanden · Samoa · San Marino · Saoedi-Arabië · Senegal · Seychellen · Sierra Leone · Singapore · Slovenië · Soedan · Spanje · Sri Lanka · Suriname · Swaziland · Syrië · Tanzania · Thailand · Togo · Tonga · Trinidad en Tobago · Tsjaad · Tsjecho-Slowakije · Tunesië · Turkije · Uruguay · Vanuatu · Venezuela · Verenigde Arabische Emiraten · Verenigde Staten · Vietnam · Zaïre · Zambia · Zimbabwe · Zuid-Afrika · Zuid-Korea · Zweden · Zwitserland · Onafhankelijke olympische deelnemers